# Eckerle-Gruppe
Die Eckerle Holding GmbH ist eine Unternehmensgruppe aus Ottersweier in Baden-Württemberg, welche in den Bereichen Automobilindustrie, Kunststofftechnik, Automation, Serienfertigung, CNC-Bearbeitung, Laser- und Widerstandspunktschweißen aktiv ist. Das Hauptaugenmerk liegt auf Kohlebürsten-Systemen und EC-Modulen für Elektromotoren in der Automobilindustrie und für Elektrogeräte. An den elf Standorten weltweit arbeiten rund 3000 Mitarbeiter.

## Geschichte
Die Eckerle-Gruppe wurde 1968 von Gerhard Eckerle in Bühl als Betrieb für Metallbauarbeiten gegründet. Das Produkt- und Dienstleistungsangebot umfasste bereits 1969 zusätzlich einen Montagebetrieb im Bereich der Bürstenträger und wurde kontinuierlich ausgebaut.
1994 wurde die Gruppe um den Unternehmensbereich Automation erweitert und fertigte erste Sondermaschinen und Transferlinien für die Serienproduktion. 1995 wurde die Eckerle Bt. Hungary General-Importeur für Bosch Rexroth Montagetechnik Ungarn. 1997 folgte die Generalvertretungen für VisiControl und Schmidt Technology. Seit dem Jahr 2000 arbeitet die Eckerle-Gruppe im Bereich Kunststofftechnik.
2006 wurde der Joint Venture AE Plast in Császártöltés, Ungarn, aufgebaut. 2008 erhielt die Gruppe durch die Umfirmierung von „Gerhard Eckerle GmbH“ zu Eckerle Holding GmbH ihren heutigen Namen. Die 1989 angegliederte Metallbeschichtung wurde 2010 bei der Neuorganisation der Eckerle-Gruppe verkauft. 2011 übernahm die Eckerle-Gruppe die Schunk-Modultechnik mit zwei Standorten und konnte dadurch seine Kompetenzen im Bereich der Bürstenträger-Systeme weiter ausbauen.
2014 erfolgt die Übernahme des Wettbewerbers Atlanta Elektrosysteme GmbH mit beiden Standorten Steinbach-Hallenberg und Zalaegerszeg (Ungarn).

### Standortentwicklung
1972 wurden die größeren Produktionsräume in Ottersweier bezogen. Um der gestiegenen Nachfrage nachzukommen, wurde 1991 ein neuer und erstmals ausländischer Standort in Kiskőrös Ungarn gegründet. Hinzu kamen in den Jahren 1989 und 1990 eine Metallbeschichtung mit einem eigenständigen Betrieb bei Bruchsal und die Übernahme der Müller GmbH Widerstandsschweißtechnik.
2001 kam als weiterer Unternehmensstandort Querétaro (Bundesstaat), Mexiko dazu, kurz gefolgt von dem neuen Standort in Kreis Cluj, Rumänien. Aufgrund der Neustrukturierung der Eckerle-Gruppe wurde der 2004 gegründete Standort in Brasilien 2010 wieder geschlossen.
Durch die Übernahme einzelner Geschäftsbereiche der Schunk-Gruppe konnte die Eckerle-Gruppe 2011 mit zwei weiteren Standorten in Bóly, Ungarn und Olbernhau wachsen. Daneben führte die Gründung in Zhuhai, China zu einem ersten Standort in Asien. 2012 wurde in Mexiko ein zweiter Standort eingeweiht, da das Unternehmen expandierte.
2014 verfügte das Unternehmen über drei deutsche, vier ungarische, zwei mexikanische und je einen rumänischen und chinesischen Standorte.

### Konzernstruktur
Die Gruppe wird als Holding geführt. Daneben gehören zu dem Unternehmensverbund noch die Eckerle Automotive GmbH und die Eckerle Industrie GmbH.
Der Metallbau wurde 2010 aus dem Firmenverbund ausgegliedert und zu einer eigenständigen Gesellschaft mit beschränkter Haftung.

## Produkte
Das größte Arbeitsgebiet ist die Entwicklung, Herstellung und Montage von Kohlebürsten-Systemen und EC-Modulen für Elektromotoren. Von diesen produziert die Eckerle-Gruppe jährlich über 160 Millionen und gehört zu den Weltmarktführern.
Weitere Produkte und Dienstleistungen der Eckerle-Gruppe sind:
- Laser- und Widerstandspunktschweißen
- Produktion Kunststoff- und umspritzter Stanzteile
- CNC-Bearbeitung
- Konzeption, Konstruktion und Bau von einfachen Handarbeitsplätzen und komplexen Fertigungseinrichtungen